# Alt-Niederursel 20

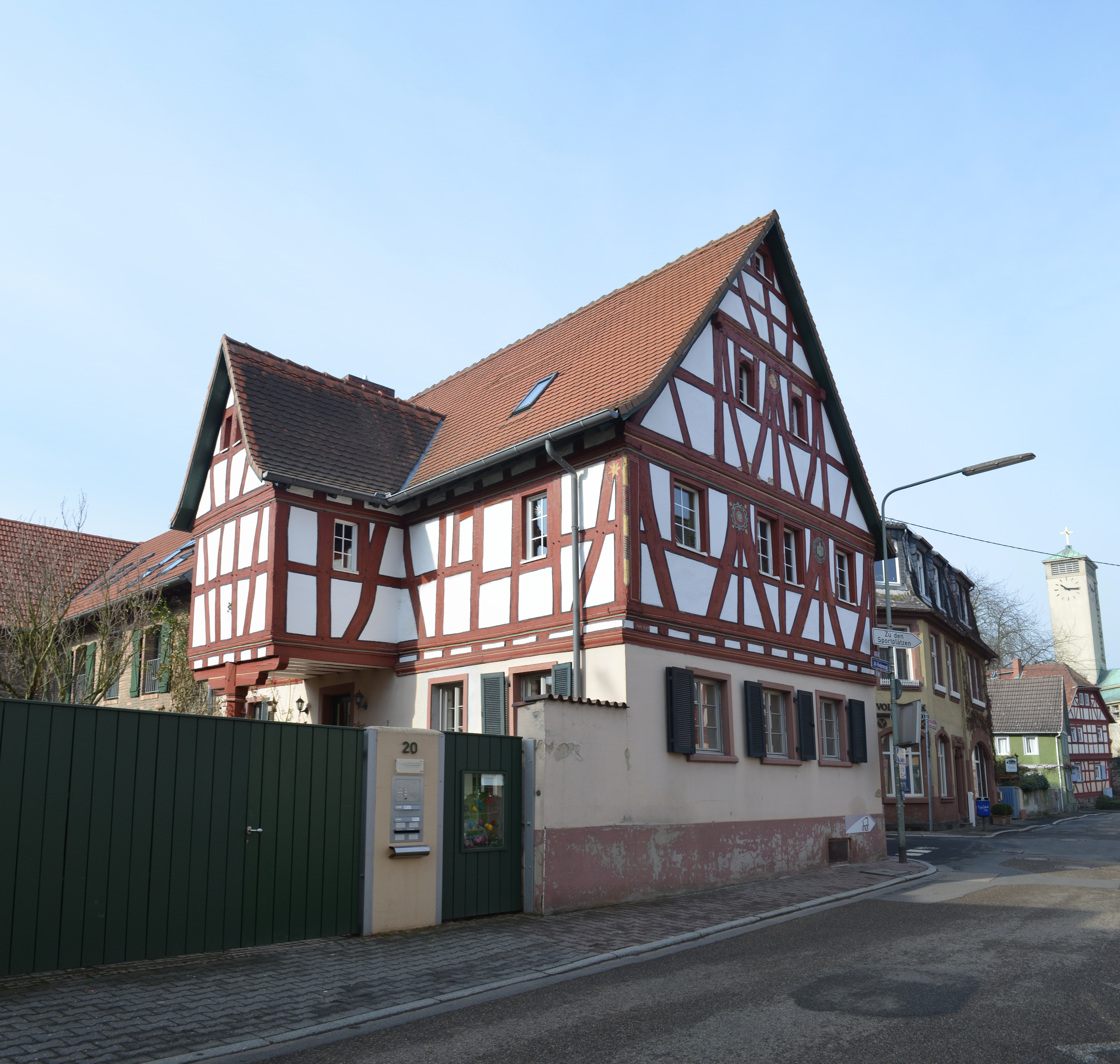
Alt-Niederursel 20

Das Fachwerkhaus Alt-Niederursel 20 ist das älteste erhaltene Haus in Frankfurt-Niederursel, einem nordwestlichen Stadtteil von Frankfurt am Main.
Aufgrund dendrochronologischer Untersuchungen wurde das Baujahr des Hauses auf das Jahr 1581 geschätzt. Damit überstand dieses Haus als einziges die Brände von 1603, 1628, 1635 und 1675. 
Das Fachwerkhaus wurde auf einem hohen gemauerten Kellergewölbe errichtet. Im 19. Jahrhundert wurde der straßenseitige Giebel im ersten Obergeschoss mit einem Holzschindelschirm ergänzt. Im Erdgeschoss wurde ein Ladengeschäft eingerichtet. Daneben wurde durch Fenstereinbauten der ursprüngliche Eindruck des Hauses verändert.
Im Jahr 1977 wurden die Veränderungen rückgängig gemacht und die fehlenden Fachwerkteile rekonstruiert. Das Haus steht unter Denkmalschutz. Die Denkmalschutztopographie beschreibt das Haus wie folgt: „Fachwerkhaus von 1581 mit Erker auf profilierter Eichensäule. Reliefschnitzereien an Zierfassade. Gedrehte Eckständer.“